# Эльфвина
Эльфвина (др.-англ. Ælfwynn) — правительница Мерсии в течение нескольких месяцев в 918 году после смерти своей матери Этельфледы.

## Биография
Эльфвина была дочерью Этельреда, правителя сакской части Мерсии и Этельфледы, леди Мерсийцев. После смерти матери 12 июня 918 года Эльфвина на короткое время стала правительницей Мерсии. В «Англосаксонской хронике» сообщается, что она была «лишена всякого контроля в Мерсии» и привезена в Уэссекс за три недели до Рождества".
Родители Эльфвины поженились в период с 882 до 887 года. Согласно Вильяму Мальмсберийскому, Эльфвина была единственным ребёнком Этельфледы и Этельреда. Дата её рождения нигде не указана, но предполагается, что она родилась вскоре после брака своих родителей, возможно, около 888 года. В труде Малмсбери говорится, что роды проходили очень тяжело, и это заставило её мать воздерживаться от вступления в сексуальные отношения в дальнейшем.
Отец Эльфвины провёл бо́льшую часть первых десяти лет её жизни в походе со своим тестем, королём Альфредом, и шурином, Эдуардом Этелингом (позже королём Эдуардом Старшим). К 902 году его здоровье пошатнулось, и Этельфледа стала фактической правительницей Мерсии. Вильям утверждает, что Альфред отправил своего старшего внука Этельстана, сына Эдуарда, получать образование при дворе Этельфледы. В панегирике Вильям об Этельстане говорится, что он получил первоклассное образование в Мерсии, и можно считать вероятным, что Эльфвина была в равной степени хорошо образована.
Первое письменное доказательство существования Эльфвины датируется примерно 904 годом: хартия (S 1280), в которой записана аренда земли в Вустере епископом Ваерфертом и монахами и священнослужителями Вустерского собора у Этельреда, Этельфледы и Эльфвины. Эльфвина не засвидетельствовала эту хартию, но, возможно, засвидетельствовала хартию S 225 около 915 года, касающуюся земель вокруг Фарнборо, и она, вероятно, была Эльфвиной, засвидетельствовавшей хартию S 367 около 903 года, относящуюся к землям в Бакингемшире.
Мать Эльфвины, внезапно умерла летом 918 года. В отличие от своей матери, Эльфвина, вероятно, не получила широкой поддержки народа Мерсии. В «Англосаксонской хронике» и других трудах не зафиксировано противодействие решению Эдуарда сместить её и отправить в Уэссекс в декабре 918 года.
После её смещения, о дальнейшей жизни Эльфвины доподлинно ничего не известно. По мнению Мэгги Бэйли, она, вероятно, ушла в монастырь. Возможно, что она является монахиней Эльфвиной, которая является бенефициаром хартии S 535 от 948 года в период правления Эдреда. Шаши Джаякумар предполагает, что она, возможно, была Эльфвиной, женой Этельстана Полукороля и приёмной матерью будущего короля Эдгара.
В «Истории Уэльса» Карадока утверждается, что Эльфвина была свергнута из-за тайного брака с датским королём, однако Майкл Ливингстон назвал такую версию «исторически маловероятной».

## В массовой культуре
- Эльфвина — один из персонажей серии книг Бернарда Корнуэлла «Саксонские хроники», а также их телеадаптации «Последнее королевство», где роль её исполняет Фиа Сабан.